# Northwestern Mutual Tower and Commons

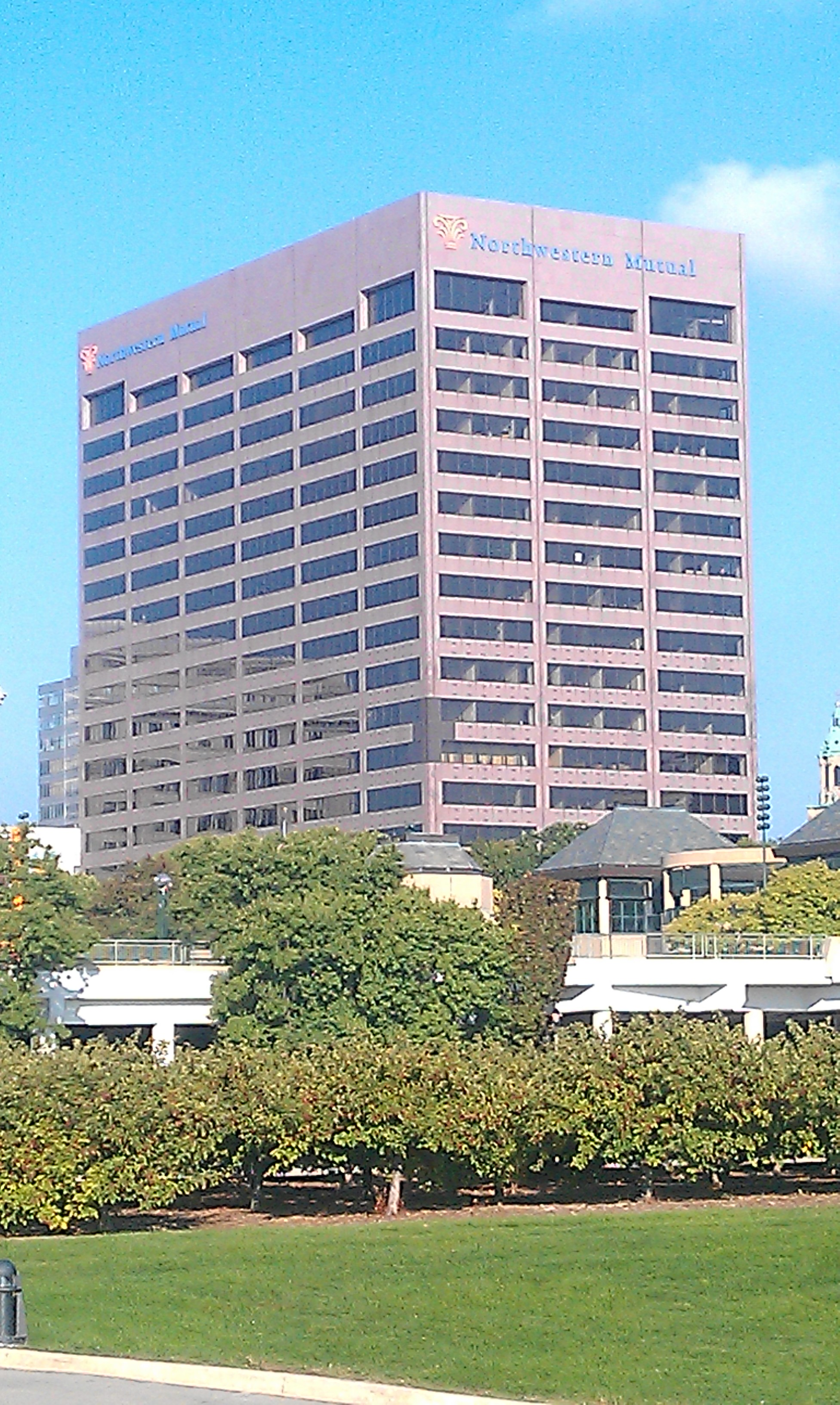
La Northwestern Mutual East Tower fue demolida para dar paso a la nueva torre.

La Northwestern Mutual Tower and Commons es un rascacielos de 170 metros y 32 plantas actualmente en construcción en Milwaukee, Wisconsin. El 25 de septiembre de 2013, Northwestern Mutual dio a conocer el diseño de su nueva torre de oficinas. El antiguo edificio de 16 pisos fue demolido para hacer espacio a la nueva torre. Se espera que esté terminado en 2017, con un coste de $450 millones.
Con 170 metros, de la Northwestern Mutual Tower superaría 100 East Wisconsin como el segundo edificio más alto de Milwaukee.
En octubre de 2015, Northwestern Mutual también anunció planes para construir una torre residencial de 34 pisos espacio comercial y estacionamiento en el centro de Milwaukee.